# Banque de réserve du Malawi
La Banque de réserve du Malawi (en anglais: Reserve Bank of Malawi) est la banque centrale malawite.

## Histoire
Le 6 juillet 1964, le Nyassaland, protectorat britannique, devient indépendant, et prend le nom de Malawi. Une nouvelle monnaie est créée pour remplacer la livre de la fédération de Rhodésie et du Nyassaland disparue en 1963 avec la partition de cet État. La livre malawienne, à parité avec la livre sterling est divisée en 20 shllings ou 240 pence. En 1971, il est décidé de décimaliser la monnaie qui change de nom et devient le kwacha divisé en 100 tambalas. Le taux de conversion est de 1 livre pour 2 kwachas.
La Banque de réserve du Malawi est la seule institution autorisée à émettre le kwacha malawie, qui a remplacé la Livre malawienne en 1971.
La banque joue un rôle clé dans le soutien à l’inclusion financière et est un membre éminent de l’Alliance pour l’inclusion financière. Elle fait également partie des 17 organisations qui se sont engagées à agir financièrement lors du Forum politique mondial de 2011 au Mexique.

## Liste des gouverneurs
| Rang | Nom                    | Mandat    |     | Rang            | Nom         | Mandat |
| ---- | ---------------------- | --------- | --- | --------------- | ----------- | ------ |
| 1er  | Alan G. Perrin         | 1964-1968 | 11e | Perks Ligoya    | 2009-2012   |        |
| 2e   | D. E. Thomson          | 1968-1971 | 12e | Charles Chuka   | 2012-2017   |        |
| 3e   | John Tembo             | 1971-1984 | 13e | Dalitso Kabambe | 2017-2020   |        |
| 4e   | Chakakala Chaziya      | 1984-1986 | 14e | Wilson Banda    | Depuis 2020 |        |
| 5e   | Stephen Chimwemwe Hara | 1986-1988 |     |                 |             |        |
| 6e   | Hans Joachim Lesshafft | 1988-1992 |     |                 |             |        |
| 7e   | Francis Perekamoya     | 1992-1995 |     |                 |             |        |
| 8e   | Mathews Chikaonda      | 1995-2000 |     |                 |             |        |
| 9e   | Elias Ngalande         | 2000-2005 |     |                 |             |        |
| 10e  | Victor Mbewe           | 2005-2009 |     |                 |             |        |